# Tino Tori
Tino Tori (Buenos Aires, Argentina, ¿? - ibídem, 1 de junio de 1954) fue un actor de cine, radio y teatro argentino.

## Carrera
Tori fue un popular actor cómico radial de ascendencia italiana, que incursionó sobre todo en la pantalla grande junto a figuras como Eva Duarte, Juan Bono, Roberto Lago, Elvira Solanas, Herminia Velich, Domingo Conte, Ada Cornaro, José Olarra, Orestes Caviglia, Juan José Míguez, Armando Bo, Ilde Pirovano, Domingo Mania, y los integrantes del Trío Gedeón, entre otros.

### Filmografía
- 1940: Canto de amor
- 1941: Tierra adentro
- 1941: La mujer del zapatero
- 1942: Academia "El Tango Argentino"
- 1944: Un muchacho de Buenos Aires
- 1945: El alma de un tango
- 1945: La cabalgata del circo
- 1948: Don Bildigerno en Pago Milagro.[2]

### Radio
En 1930 tuvo su máxima creación radiotelefónica popular en Radio Belgrano con su personaje de  Don Filomeno Chichipío cuya popular muletilla era "Potasere que sí, potasere que no",con libretos de Manuel A. Meaños. A Tori no le costó mucho lograr el acento cocoliche de Chichipío, sólo tuvo que imitar la media lengua de sus padres. También estrena por esa misma emisora el programa Los 4 Brillantes junto con Francisco Mastandrea y Juan M. Velich, con la farsa de Jorge Noy, Una chica distraída.
Se lució  en 1939 con su papel de Bernabé, el millonario, en el programa Gran Pensión El Campeonato, creación de Tito Martínez del Box, junto con Antonia Volpe, Félix Mutarelli, Héctor Ferraro, Roberto Fugazot, Carlos Castro "Castrito" y Zelmar Gueñol. Con este personaje estuvo por varios años en el programa hasta su temprana muerte en 1954, luego fue reemplazado por el actor Manolo Perales.
Tori fue muy popular por interpretar en Radio El Mundo al hijo de Los Pérez García en 1940, junto con Sara Prósperi y Martín Zabalúa.

### Teatro
En teatro integró en 1942 la comedia musical, Mas pudo el amor, junto con un amplio elenco como Sarita Ruassan, Lalo Malcolm, Elvira Quiroga y la cancionista Nelly Ferri. En ese año también hizo Sentimiento gaucho con Delfina Jaufret y Susy Del Carril.
En julio de 1945 trabaja en la obra La cabalgata del Tango con Azucena Maizani, Curro Carmona, Pedro Tocci, Alberto Margal, Lyra Lorenzo, Trío de Hansen y Cuarteto del 900.
En 1947 hizo la obra Se necesita un hombre con cara de infeliz de Germán Ziclis, junto con Samuel Giménez, Serafina Fernández, Isabel Saenz y Héctor Bonatti.
En 1948 integró el elenco de la obra Entre taitas anda el juego, estrenada en el Teatro Apolo con la "Compañía Argentina de Espectáculos Cómicos" encabezada por Leonor Rinaldi, Gregorio Cicarelli, Juan Dardés y Tito Lusiardo.
Se destacó  en la Compañía teatral de Pepe Ratti, con quien hizo la obra ¡Que no lo sepa Nicola!, de Arsenio Mármol, junto a un elenco en el que incluían a Alfredo Mileo, María Esther Paonessa, Cristina Valmar y Antonia Volpe.
También animó  con shows cómicos varias presentaciones como en la Cía. Gral. Fabril Financiera junto con el actor Héctor Mauré y la cancionista Chola Luna, y para un show especial de la orquesta Típica Guillermo López (revelación 1947).
En Rosario se presentó junto con Salvador Striano, Delia Rodríguez y Los Trovadores del Norte en la Confitería Varieté Edén.